# Aman Haidari
Aman Haidari  (ur. w 1992) – afgański lekkoatleta, długodystansowiec.

## Rekordy życiowe
- Bieg na 3000 metrów – 8:52,57 (2010) rekord Afganistanu[2][1]
- Bieg na 5000 metrów – 15:52,68 (2010) rekord Afganistanu[3][4]